# 28街車站 (IRT萊辛頓大道線)
28街車站（英語：28th Street station）是紐約地鐵IRT萊辛頓大道線的一個慢車地鐵站，位於曼哈頓公園大道南及28街交界，設有4號線（僅深夜停站）、6號線（任何時候停站）列車服務，而繁忙時段的尖峰方向還有開行<6>列車。

## 車站結構
| Ground | 街道層   | 出入口 Elevator at southwest corner of 28th Street and Park Avenue South for southbound trains only |
| 月台層 | 側式月台 | 側式月台                                                                                            |
| 月台層 | 北行慢車 | ← 往佩勒姆灣公園或帕克徹斯特 (33街) ← 深夜時往伍德羅恩 (33街)                                       |
| 月台層 | 北行快車 | ← 不停靠                                                                                            |
| 月台層 | 南行快車 | → 不停靠 →                                                                                          |
| 月台層 | 南行慢車 | → 往布魯克林大橋-市政府 (23街) → → 深夜時往新地段大道 (23街) →                                      |
| 月台層 | 側式月台 | |

此站設有兩個側式月台和四條軌道。兩條中央快車軌道比兩條外側慢車軌道稍低。閘機位於月台層，不設開放的跨線橋或下通道。不過，設有一個已關閉的下通道，並附帶欄杆和已關燈的指示牌顯示其位置。此站亦在閘機位置設有不尋常的背光車站站名牌，與23街類似。
28街車站自2005年起列入國家史蹟名錄。

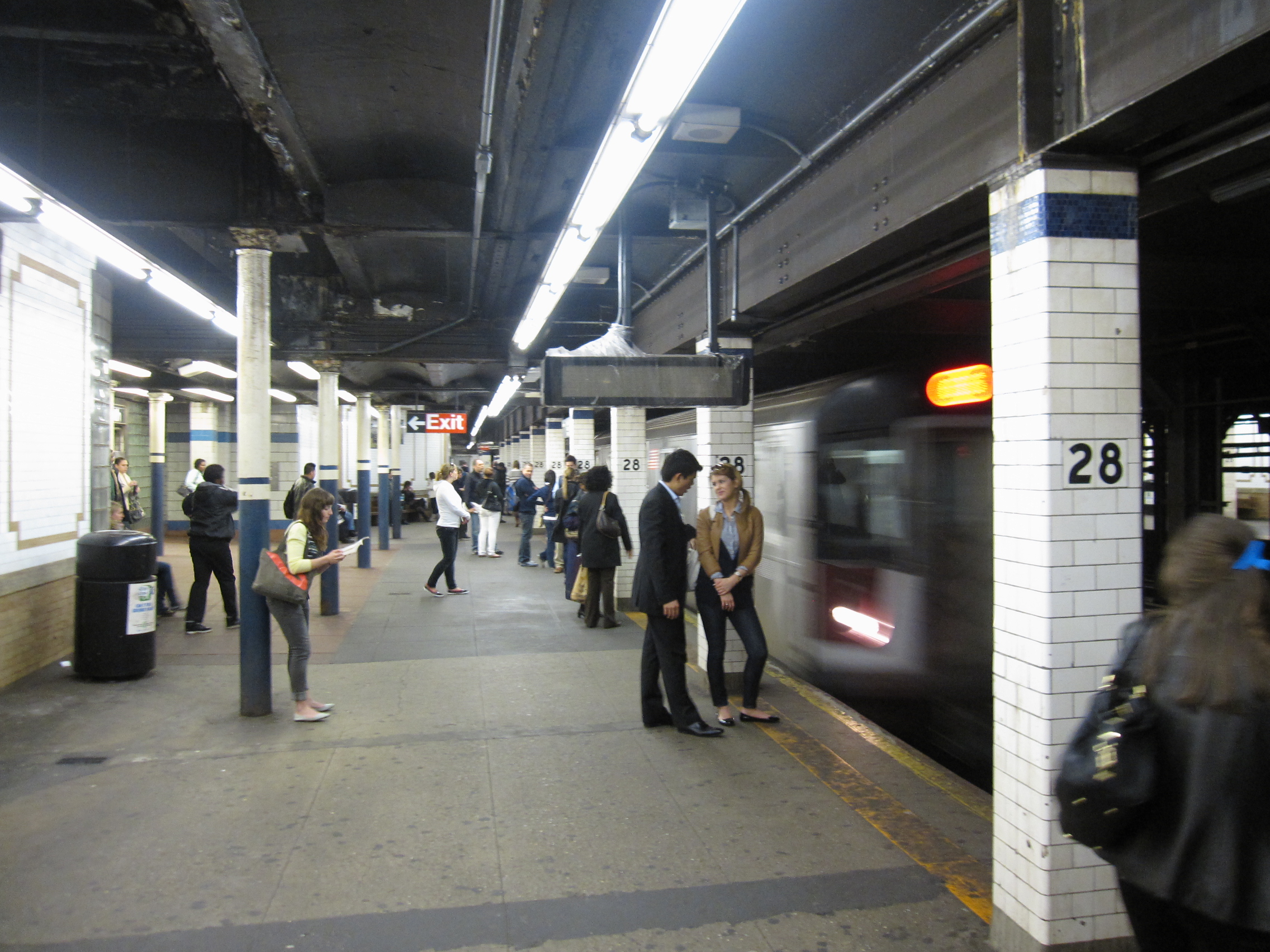
一列南行6號線列車抵達翻新前的車站

在2015－2019年MTA資金計劃，此站與其餘30個紐約地鐵車站徹底翻新和完全關閉約6個月。翻新包括蜂窩服務、無線上網、充電站、改善指示牌以及改善車站燈光。

## 延伸閱讀
- Lee Stokey. Subway Ceramics : A History and Iconography. 1994. ISBN 978-0-9635486-1-0

## 外部連結
- nycsubway.org—IRT East Side Line: 28th Street
- nycsubway.org – 7 waves 4 twenty eight Artwork by Gerald Marks (1996)（页面存档备份，存于）
- Forgotten NY – Original 28 - NYC's First 28 Subway Stations（页面存档备份，存于）
- 28th Street entrance from Google Maps Street View（页面存档备份，存于）
- 26th-27th Streets entrance from Google Maps Street View
- Platforms from Google Maps Street View （页面存档备份，存于）